# Montague (Kalifornien)
Montague ist eine Stadt im Siskiyou County im US-Bundesstaat Kalifornien mit 1226 Einwohnern (Stand: 2020).

## Geographie
Montague befindet sich östlich Yreka, dem County Seat von Siskiyou County. Die geographischen Koordinaten sind 41° 44′ N, 122° 32′ W.

## Demographie
Beim United States Census 2000 hatte Montague eine Bevölkerung von 1456 Personen aus 560 Haushalten und 390 Familien.
| Altersgruppe | Anteil |
| ------------ | ------ |
| <18          | 28,7 % |
| 18 – 24      | 8,1 %  |
| 25 – 44      | 27,0 % |
| 45 – 64      | 24,0 % |
| >65          | 12,2 % |